# Wołk (pociąg pancerny)
"Wołk" (ros. Бронепоезд "Волк") – lekki pociąg pancerny Białych z okresu wojny domowej w Rosji.
Pociąg został utworzony 14 października 1919 r. w Charkowie. Wchodził w skład 10 Dywizjonu Pociągów Pancernych Sił Zbrojnych Południa Rosji. Na czele załogi pociągu stanął sztabkpt. Łagutin, a następnie płk Wiktor W. Sajewski. Pociąg uczestniczył w walkach w rejonie Jekaterynosławia i stacji kolejowej Sinielnikowo. Po odwrocie wojsk Białych gen. Antona I. Denikina przejechał na Krym, gdzie wszedł w skład Armii Rosyjskiej gen. Piotra N. Wrangla. Został opuszczony przez załogę podczas ewakuacji wojsk Białych 2 listopada 1920 r. w Kerczu.